# Brian Fernández
Brian Leonel Fernández (Santa Fe, 26 settembre 1994) è un calciatore argentino, attaccante del Talleres (RdE).

## Biografia
È il fratello di Leandro Fernández, anch'egli calciatore.

## Caratteristiche tecniche
È una seconda punta, molto veloce e abile nel dribbling.